# Акваріумістика

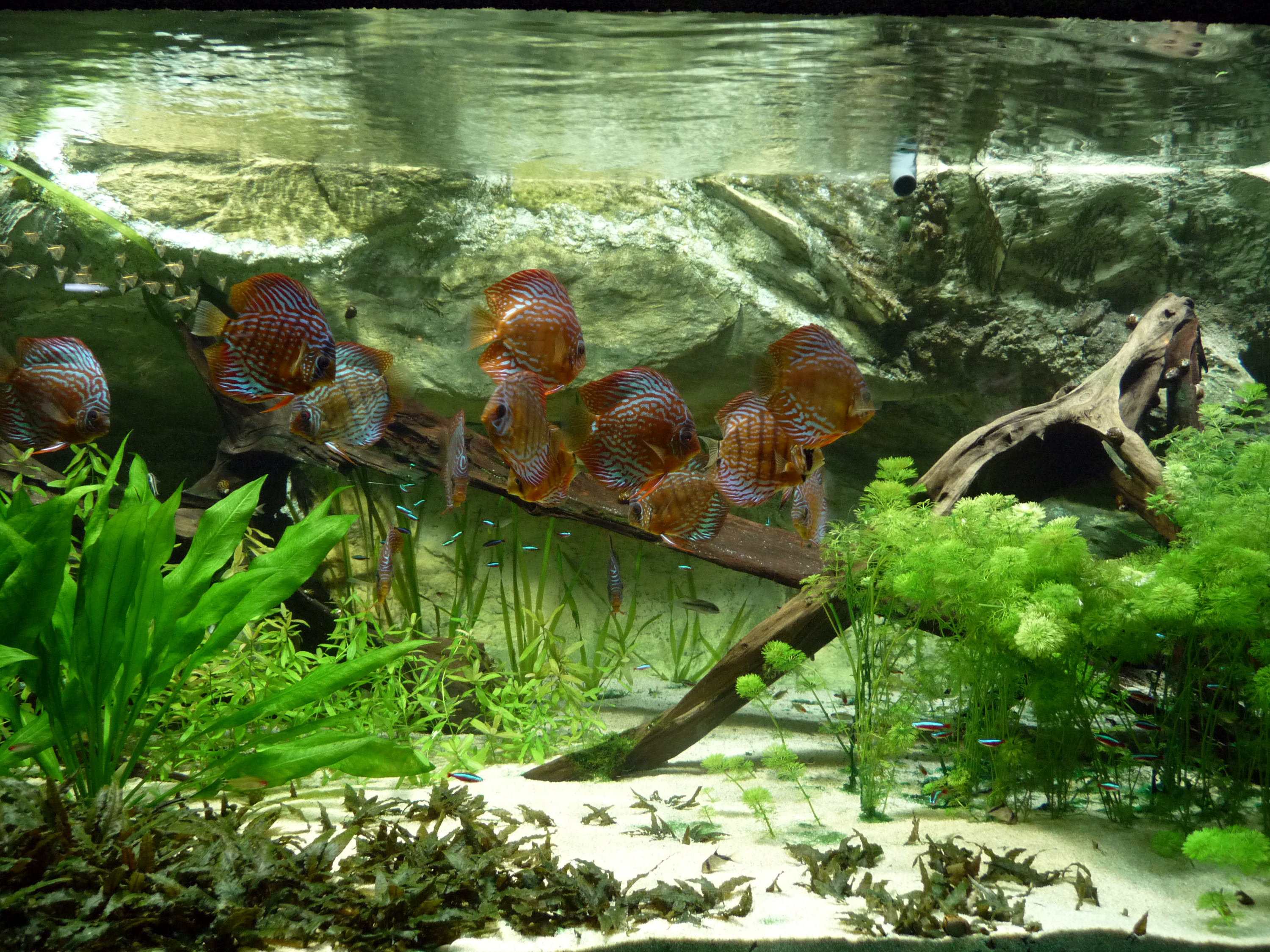
Дискус і червоні неони басейну ріки Амазонки в акваріумі Палацу Порт-Доре в Парижі

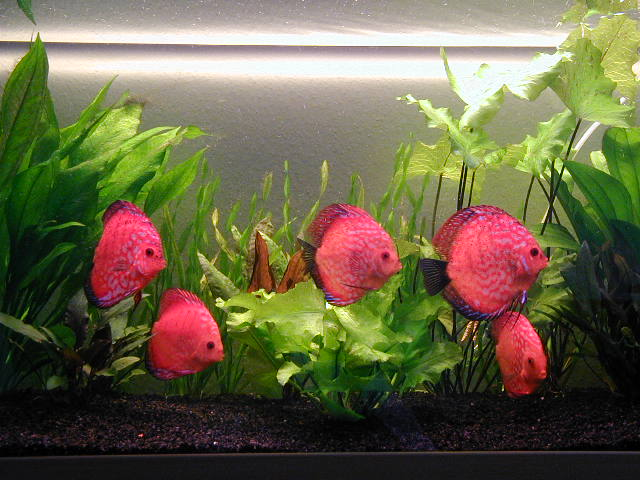
Прісноводний акваріум з цихловими рибами — Дискусами

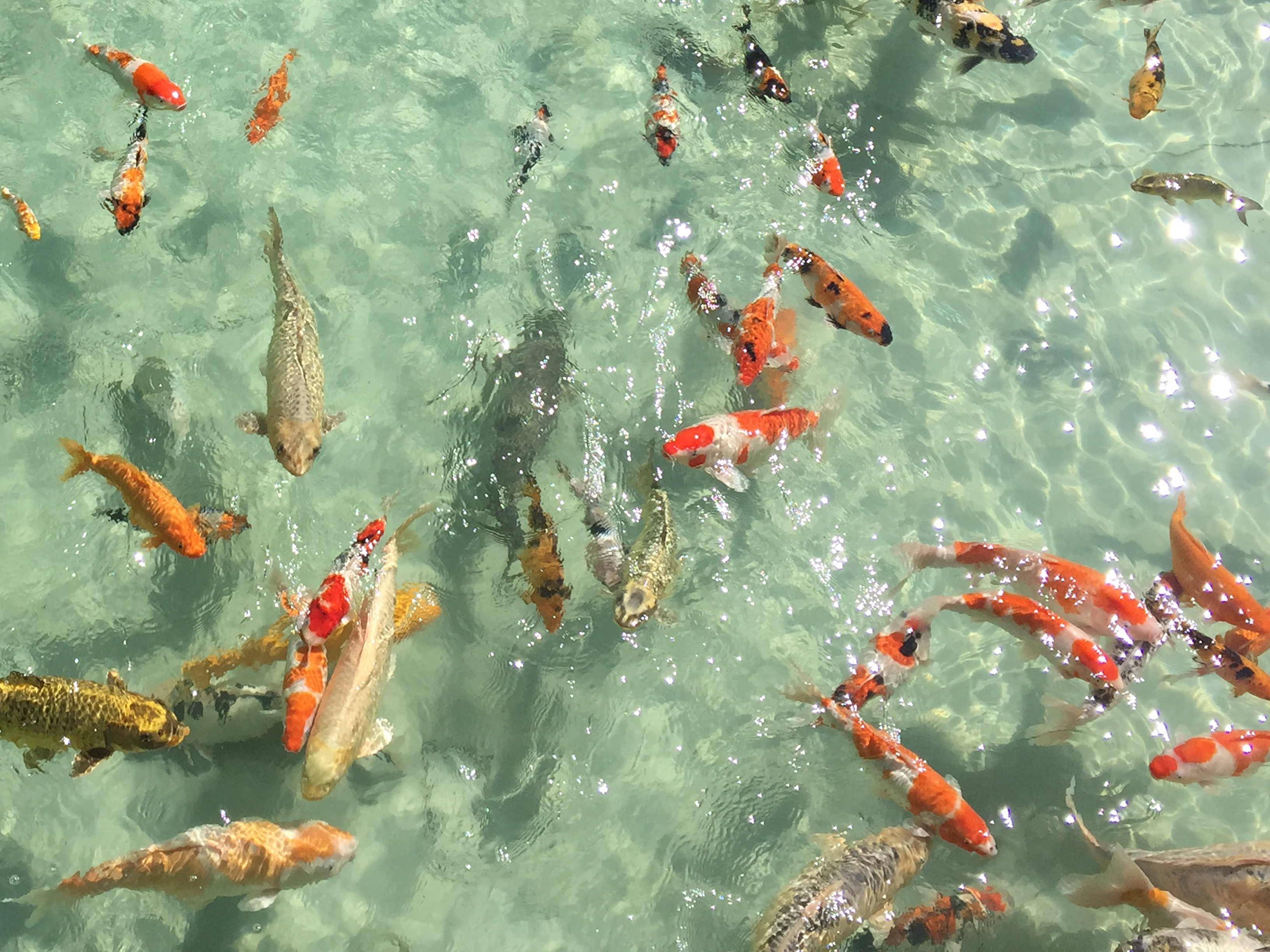
Золоті рибки у відкритому водоймищі

Акваріумі́стика — рід занять, який полягає в моделюванні екосистеми в замкнутому штучному водоймищі.

## Історія акваріумістики
Перші згадки про розведення риб пов'язані з Єгиптом і Ассирією. Єгиптяни ще за 5—6 тис. років до н. е. тримали в ставках багатьох нільських риб, переважно яскравих або незвичайних за формою та поведінкою. На малюнках стародавніх папірусів легко впізнати сомів, тиляпій, хромісів, риб-слонів. Архітектори Вавилона, у висячих садах Семіраміди створювали відкриті декоративні ставки з рибами ще в IX в до н. е. В палацах для тих же цілей встановлювалися кам'яні чаші-басейни.
Під час розкопок Помпей знайдено басейни в кімнатах і фрески, які свідчать, що в басейнах були риби.
З розповідей іспанських завойовників, які в XVI ст. висадилися в Мексиці, відомо, що правитель ацтеків Монтесума мав зоопарк, де утримував спійманих у горах, пустелях і лісах звірів та птахів, а в басейнах з прісною і морською водою — яскравих рибок. Чаші-акваріуми стояли і в покоях Монтесуми.
Але найбільшого розвитку в стародавньому світі акваріумістика досягла в країнах Сходу — Китаї, Японії, Кореї, Сіамі (Таїланді). Звідси на весь світ розійшлася слава про золотих рибок.

### Стародавній Рим
Декоративні басейни для утримання риб, які влаштовували багаті римляни, називалися «пісцинами» (Piscona — рибний садок, від латинського pisces — риба). У цих водоймищах, як правило, зроблених з мармуру, тримали і розводили султанок, сомів, осетрів і мурен. На утримання «пісцин» витрачалися величезні суми. «Пісцини» найчастіше розташовувалися у внутрішньому дворику, який також прикрашався клумбами, скульптурами, фонтанами.

### Стародавній Китай
Найдавніші відомості про золотих рибок з'явилися в Китаї у VI ст. до н. е. Саме в цей час їх почали утримувати як декоративних тварин. Зображення золотої рибки є в ранніх пам'ятках китайської писемності й на гербах знатних родин. Риб з червоним забарвленням вважали священними.
Початок акваріумістиці з серйозним науковим підходом по виведенню декоративних риб, було зроблено в Китаї, під час правління династії Тан (618–907). У монастирях буддистів того часу з'явилися перші золоті рибки, як результат генетичної мутації, вони відрізнялися від звичайного срібного карася (Carassius auratus), яскравим забарвленням.

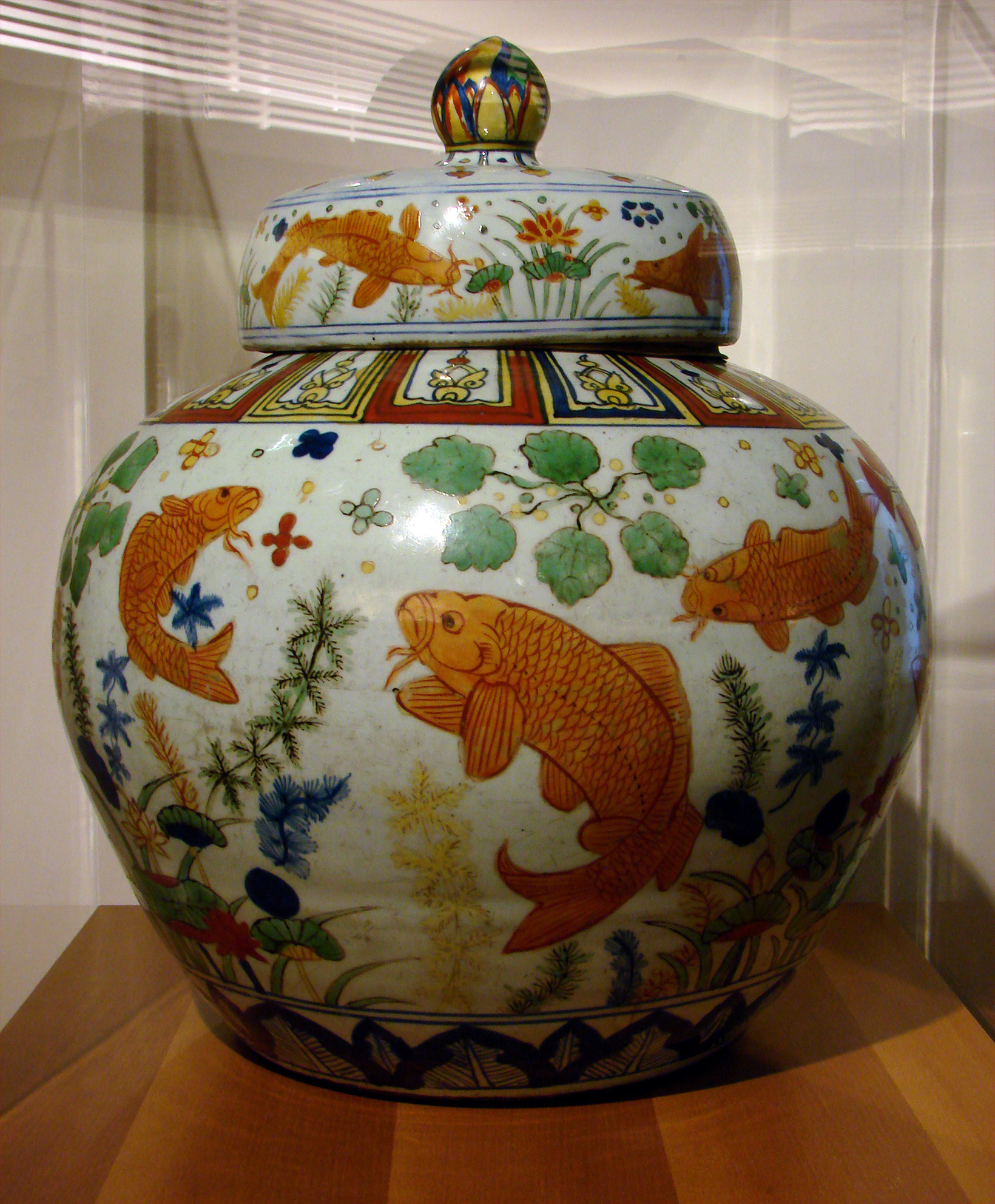
Ваза часів династії Мін, (1522–1566)

Більшість відомих сьогодні форм золотої рибки були виведені в період правління династії Мін (1368–1644). Саме тоді з'явилися предки майже всіх сучасних порід. Центрами їх розведення стали Пекін, Шанхай, Кантон. Ці рибки утримувалися як прикраса у відкритих ставках або вазах в палацах імператорів. У 1369 році китайський імператор Хонву, організував виробництво великих порцелянових посудин для того, щоб тримати в них срібного карася. Поступово золоті рибки стали повсемісним захопленням. Китайські імператори утримували свої живі багатства в порцелянових вазах, прикрашених квітками лотоса, а китайські селяни для своїх улюбленців плели з рисової соломи кошики, такі щільні, що вода не виливалася. Звичайно, такі акваріуми були непрозорі, і за рибами спостерігати можна було тільки зверху. Тому, виведені тоді породи враховували, перш за все, привабливість рибки для огляду зверху.
Як і багато секретів своїх досягнень, технології селекції і розведення золотих рибок китайці прагнули уберегти від розповсюдження за рубіж. Втім, 1500 року золота рибка потрапила в Корею, а 1502-го — в Японію, потім в Індонезію. Японські любителі вивели чимало нових форм і кольорових варіантів золотої рибки.

### Європа і Америка
Європейські натуралісти, крім екзотичних золотих рибок, намагалися утримувати прісноводних і морських риб помірних широт. У середині XVII ст. тримали в'юна, щоб, спостерігаючи за його поведінкою, передбачати настання негоди.
Першим європейцем, який побачив і описав рибок незвичайної краси, був відомий італійський мандрівник Марко Поло (1254—1324). Про те, коли золоті рибки потрапили до Європи, точно ніхто не знає. Називають різні дати, більшість з них належить до XVII ст. Заморські дива, привезені на військових вітрильниках, оселилися в просторих басейнах при дворах королів під охороною караулу гвардійців, підносились як дари або як винагорода дворянам.
Першою європейською книжкою з акваріумістики була видана в 1797 р. в Тюрингії «Природнича історія свійських тварин» Й. М. Бехштейна, де описано умови утримання в неволі в'юна і золотої рибки.
Труднощі, з якими стикалися перші акваріумісти, було усунуто завдяки багатьом досягненням біології в XVIII—XIX ст.: відкриттю мікроорганізмів, дихання і фотосинтезу рослин, виникненню науки генетики тощо.

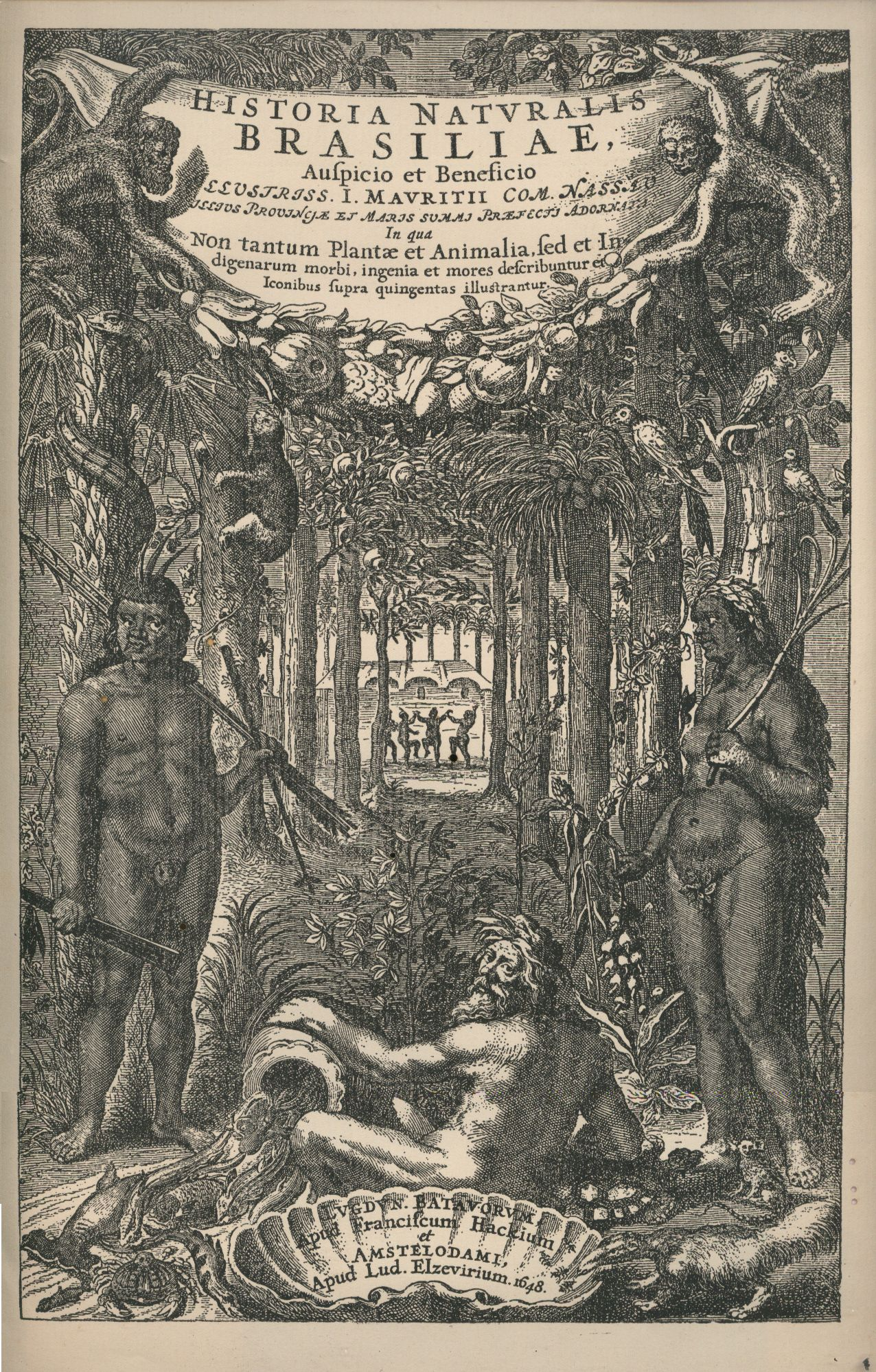
«Природна історія Бразилії» 1648

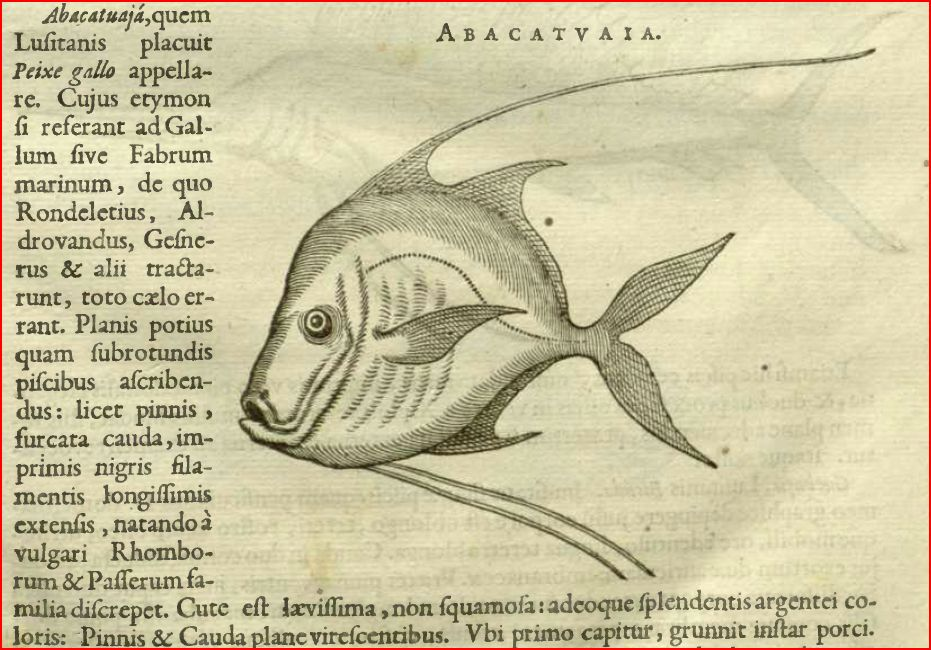
Сторінка з книги «Природна історія Бразилії» 1648

- У 1648 році при фінансовій підтримці голландської колоніальної адміністрації в Бразилії, зокрема Йогана Блансона, губернатора цієї голландської колонії (1624–1654), відредагована і видана «Природна історія Бразилії» (Piso, Willem and Georg Markgraf. 1648. Historia Naturalis Brasiliae). Автори книги німецький натураліст Георг Маркграф (Georg Markgraf,1610—1644) і голландський лікар Віллем Пізон (Willem Piso,1611—1678), знаходилися в голландській Бразилії 1637–1644 роках з групою інших натуралістів. У книзі опубліковані відомості про історію, географію, флору, фауну, ботаніку, етнографію і медицину, розміщено понад 400 ілюстрацій бразильської природи і даний опис 87 видів амазонськіх риб.
- У 1728 році в теплицях англійського герцога Річмондського вперше були створені умови для нересту золотих рибок, фахівцям вдалося вигодувати мальків.

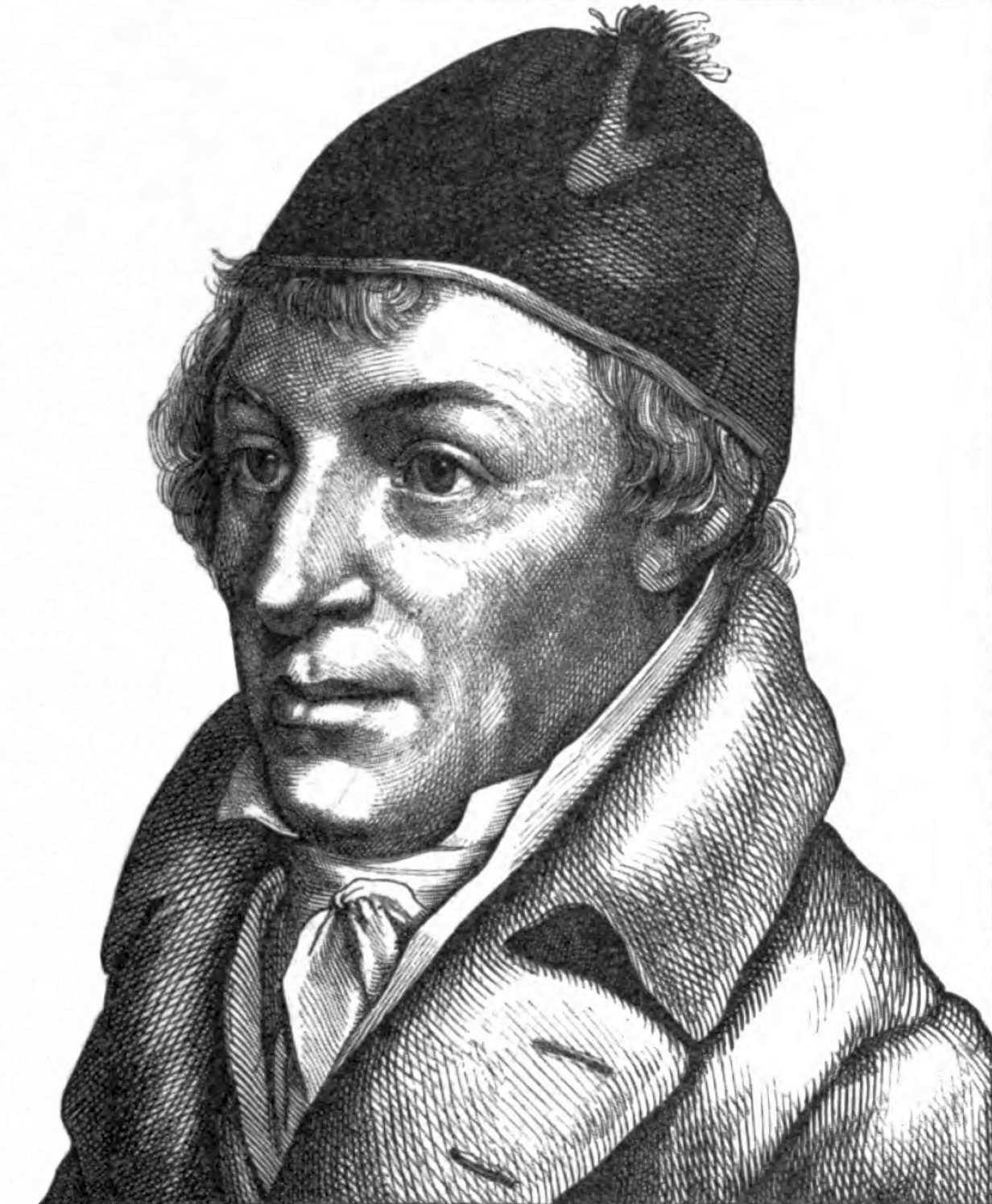
Йоган Маттеус Бехштейн (1757–1822)

- У 1797 році в Тюрингії виходить перша книга «Природна історія домашніх тварин», її автор Йоган Маттеус Бехштейн (Johann Matthäus Bechstein) описує як утримувати в неволі в'юна і золоту рибку. Ця книга стає першою інструкцією щодо акваріума. У той час риб утримувалися в банках з скла і порцеляни, дерев'яних чанах і невеликих штучних ставках.
- У 1801 році Джеймс Совербі вперше описав гігантську водяну лілію — Вікторію амазонську (Victoria amazonica). Інтерес до цієї рослини привів до появи спеціальних басейнів для водних рослин в оранжереях.
- У 1841 році з'явився перший акваріум (англ. aquarium) в сучасному розумінні цього слова. У акваріумі містилися рослини і акваріумні рибки. Англійський учений Незевіль Вард (Nathaniel Bagshaw Ward) (1791–1868), відомий тим, що в 1829 році почав вирощувати рослини в скляних судинах (англ. Wardian case) і так випадково став одним з прабатьків сучасного акваріума. Вард поселив в скляну судину золотих рибок разом з рослиною валіснерією (Vallisneria L. 1753). Зрозуміло, що вироби зі скла відомі людству вже більше шести тисяч років і задовго до Варда риб і рослини поміщали в скляні ємності. Але Вард вважається винахідником саме сучасного акваріума.

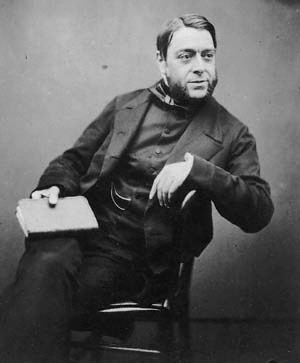
Філіп Генрі Госсе

- У 1849 році в Лондонському зоопарку пройшла перша публічна виставка з експозицією акваріумних риб і рептилій.

Організував цю виставку англійський учений-натураліст Філіп Анрі Госс (Philip Henry Gosse), який запропонував слово «акваріум». Через два роки ця виставка перетворилася на постійну Лондонську виставку, яка згодом стає першим акваріумом — павільйоном, а згодом — постійним Лондонським акваріумом.
- У 1853 році Е. А. Россмесслер (англ. Emil Adolf Rossmaessler) і Філіп Анрі Госс дали назву винаходу Н. Варда. Німецький природодослідник Еміль Адольф Россмесслер дав назву — «Aquarien». В цей же час в працях Філіп Анрі Госс уживається слово — «Aquaraum» — «аквараум» (аква — вода, раум — приміщення). Відкривається перший публічний акваріум в Лондоні.
- Інтерес до акваріумістики вимагав довідкової допомоги на цю тему. Першою книгою можна назвати «Акваріум або Відкриті чудеса глибин», професора Едінбурзького університету Філіп Анрі Госс, видану в 1854 році. Ім'ям Госсе названа рибка Apistogramma gossei.

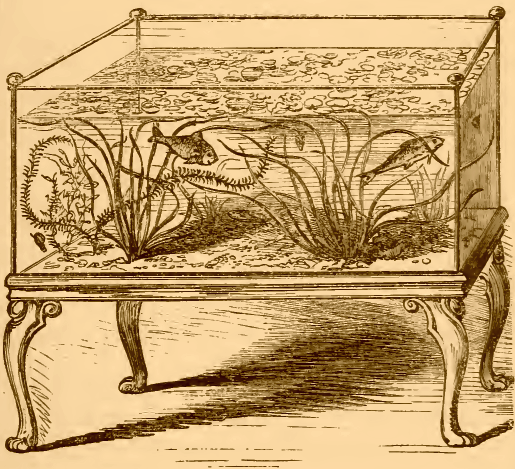
Прісноводний акваріум, 1856 рік

- У 1856–1857 роках виходять в світ книги німецького зоолога Э. А. Россмесслера «Озеро в склі» («Der See im Glase») і «Прісноводий акваріум».
- У 1858 році виходить брошура Л. Мюллера «Акваріум».
- У 1858 році відкривається перша морська дослідницька французька біологічна станція в Конкарно, в роботу якої вніс значний внесок Жан-Віктор Кост.
- У 1860 році відкривається перший материковий морський публічний акваріум у Відні.
- У 1861 році відкривається публічний акваріум в Парижі під назвою Société d'Acclimatation.
- У 1865 році відкриваються «Акваріуми» в Нью-Йорку і Бостоні.

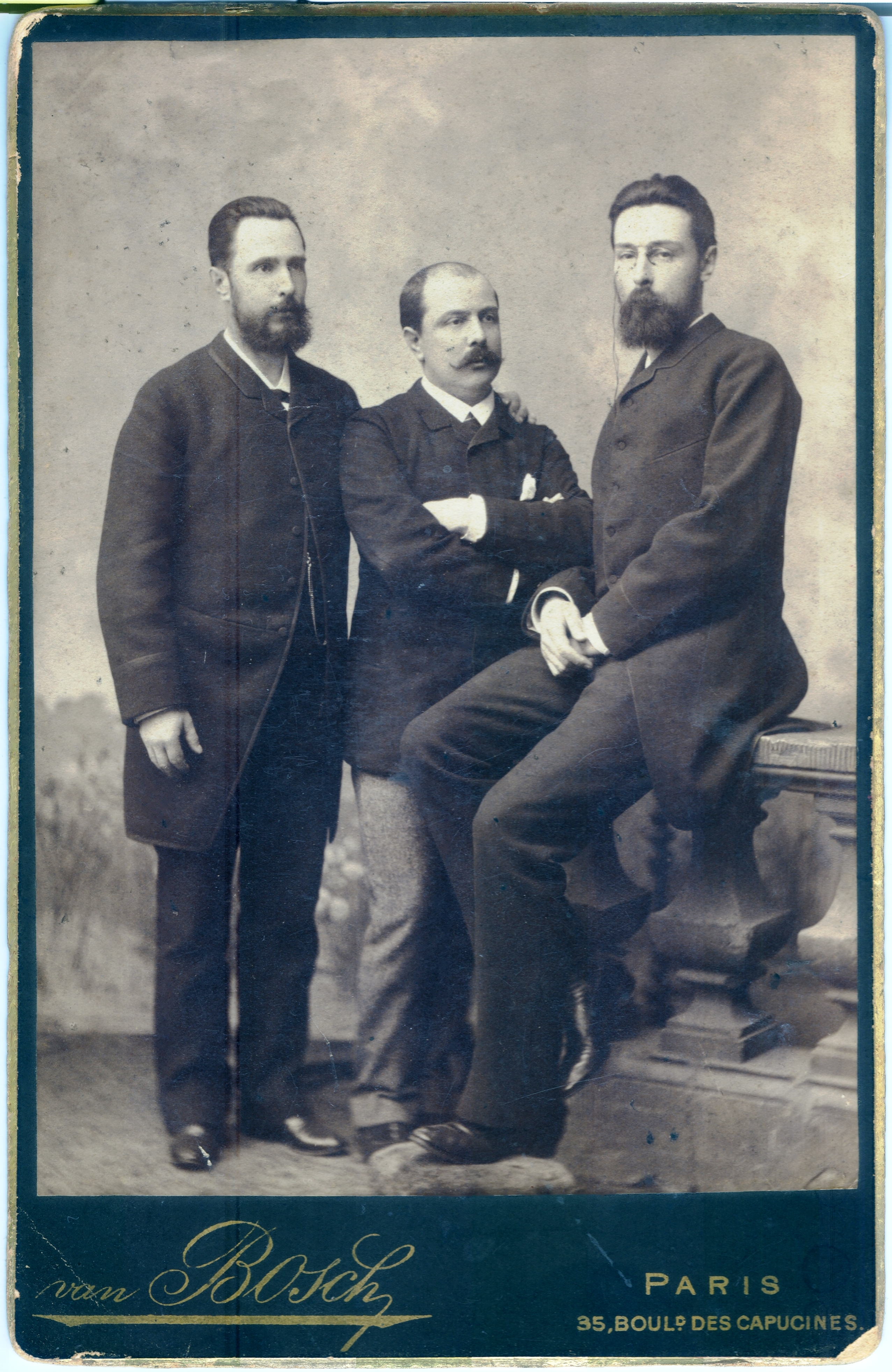
М. Золотницький, П. Карбоньє, А. Мещерський

- Великий успіх мали акваріуми, встановлені на Всесвітній виставці в Парижі 1867 р. Французькі любителі набули достатнього досвіду для того, щоб у 1869 р. П'єр Карбоньє (фр. Pierre Carbonnier) вперше зумів добитися нересту макроподів і виростити їх потомство в акваріумних умовах.
- У 1868 році відкривається станція в Аркашоне. У Відні видана книга професора медицини Густава Егера (Gustav Jäger) «Життя у воді і акваріумі».
- У 1869 році в Берліні відкривається морський публічний акваріум з штучною морською водою, побудований на розі Унтер-ден-лінден і Фрідріх-штрассе за проектом знаменитого Альфреда Брема (Alfred Edmund Brehm), автора багатотомного «Життя тварин». У цьому ж році французький природодослідник П'єр Карбоньє почав розводити перших екзотичних риб: макроподів доставлених з Китаю в 1869 і півників в 1874 роках.

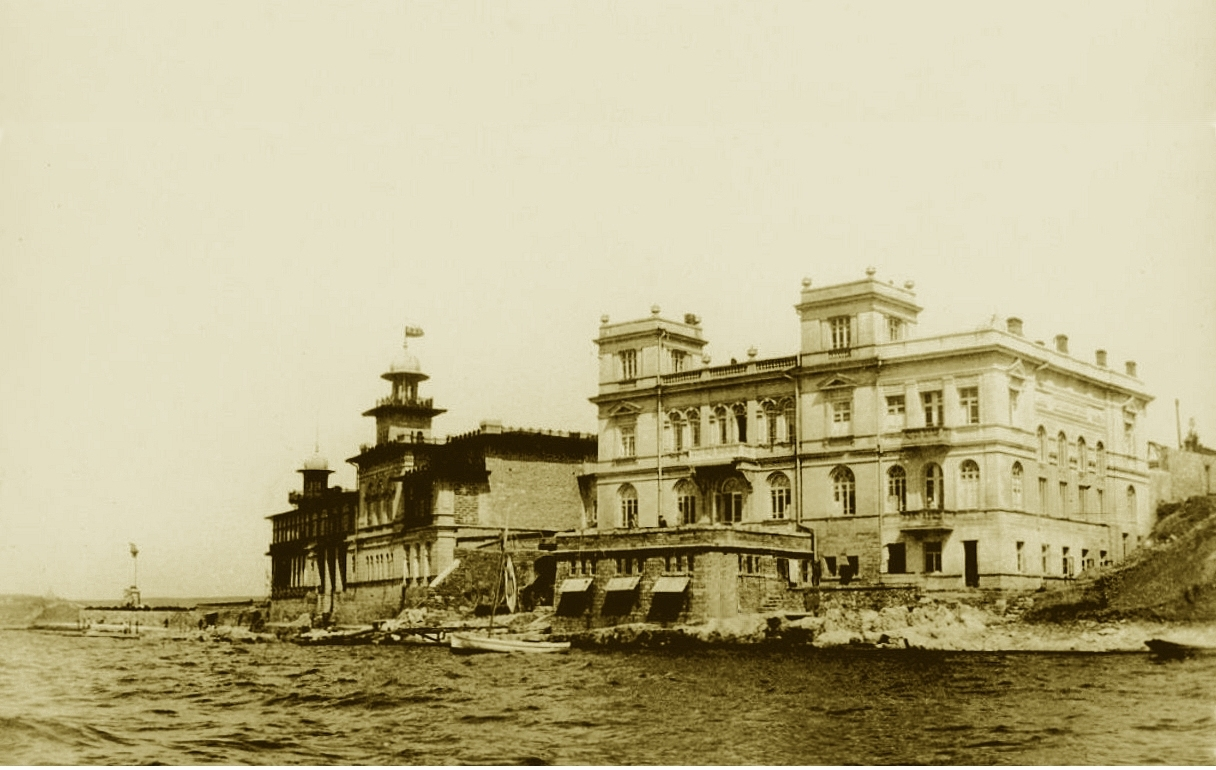
Севастопольська Зоологічна станція, фото 1911 року

- Весною 1871 року була відкрита перша в Європі Севастопольська Зоологічна станція.

З середини 70-х років XIX століття починається широке будівництво зоологічних станцій. Зоологічні станції внесли неоцінимий внесок до акваріумістики. Також необхідно відзначити важливу роль всесвітніх виставок в популяризації акваріумістики.
- А в 1870 році А. Дорном (Anton Dohrn) з Н. Миклухо-Маклаєм, в Неаполі почалося будівництво сьогодні найбільш відомої зоологічної станції, повністю завершене в 1875 році. У створенні станції Дорну надавали підтримку багато відомих вчених, в їх числі Чарльз Дарвін. Із цього приводу відоме листування Дорна і Дарвіна. Знаменитий публічний акваріум був невід'ємною частиною станції, як важливе джерело доходу дослідницької установи і був відкритий в 1874 році. Станція була оснащена морськими акваріумами для гідробіологічних досліджень. Зоостанція в Неаполі одна з перших почала регулярно приймати вчених з інших країн. У 1871–1872 роках одним з перших відомих вчених, що займалися дослідженнями на станції був син лікаря Едвіна Ланкестера, Ланкестер Едвін Рей (англ. Edwin Ray Lankester) (1847–1929), англійський зоолог і ембріолог.
- У 1873 році відкрилася перша морська біологічна лабораторія у Сполучених Штатах, створена професором Гарвардського університету Луї Агасисом (Louis Agassiz), відомого зокрема своїми плідними для акваріумістики експедиціями на Амазонку. На честь Луї Агасиса названа одна з найбарвистіших Південноамериканських цихлід — Apistogramma agassizii.
- У 1875 році в Трієсті (Адріатичне море) Ф. Е. Шульце (Schulze), і К. Клаусом (Claus) створена австрійська зоологічна станція.
- У 1876 році зоологічну станцію в Трієсті відвідав Зігмунд Фрейд, де за завданням директора станції К. Клауса вів свою першу наукову роботу по вивченню особливостей розмноження морських вугрів.
- У 1877 році у Франкфурті-на-Майні відкривається Морський акваріум — павільйон.
- У 1878 розроблений для експозиції Всесвітньої виставки (Universelle) відкритий акваріум у Тракадеро. Розміщений в старому кар'єрі на горбі Шайо, навпроти Ейфелевої вежі, архітектурна частина акваріума враховувала пейзаж садів Трокадеро. Акваріум був найбільшим в Європі. Закритий в 1985 році внаслідок зносу. Акваріум дю Трокадеро, після обширних ремонтних робіт, знов відкрився на початку квітня 2006 року.
- У 1891 році організована Зоологічна станція Берлінського акваріума (Zoologische station des Berliner Aquariums) в місті Ровінь (Rovinj) недалеко від Трієста.
- У 1893 році відкритий перший публічний акваріум в Нью-Йорку.

### XX століття

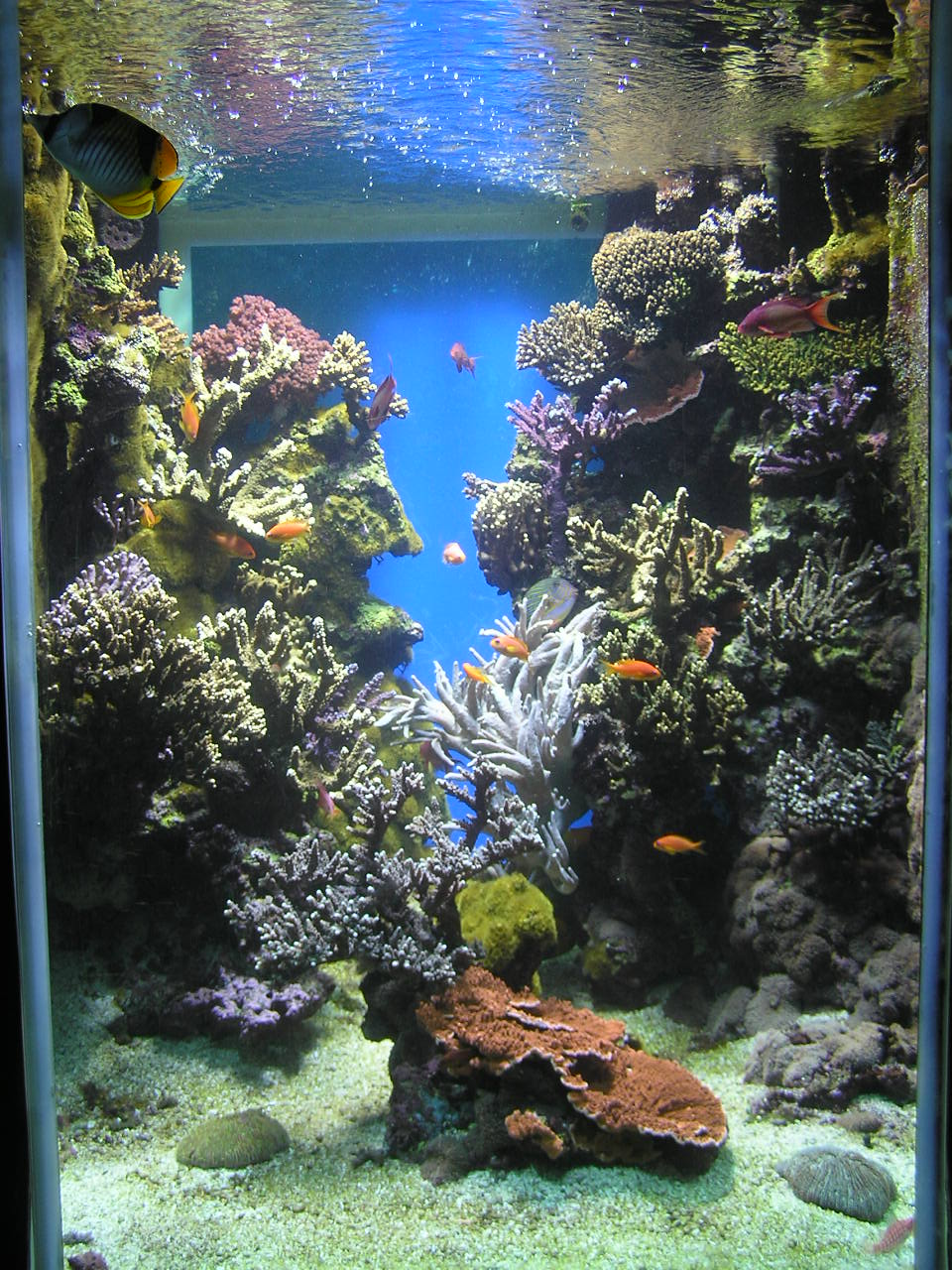
Сучасний солоноводний акваріум

Початок XX століття відмічений розвитком масової акваріумістики.
- У 1905 році у Фіумі (нині р. Рієка, з 1991 р. у складі Хорватії) за ініціативою Гауса відкривається угорська біостанція.
- У 1907 році проведений перший міжнародний конкурс макроподів в Дрездені.
- У 1913 році побудований акваріум в Берлінському зоопарку.
- У 1914 році, 15 липня урочисто спущений на воду перший дослідницький підводний човен «Лоліго». Планувалося, що його переженуть на зоологічну станцію в Ровінь. Ідея побудувати підводний човен спеціально для дослідницьких цілей належить німецькому зоологові і меценатові Шоттлендеру, який і сплатив велику частину вартості спорудження. Проект був розроблений фірмою Уайтхеда (Whitehead), м. Фіуме, нині Рієка. Але у серпні 1914 року почалася Перша світова війна, яка перекреслила всі плани по використанню підводного човна в дослідницьких цілях.
- В Києві Л. А. Шелюжко заснував першу в нашій країні і найбільшу на той час в Європі риборозводню. Ця риборозводня працює і в наші дні. Багато видів риб Л. А. Шелюжко зумів розмножити вперше. На визнання його заслуг один з видів африканських коропозубих риб названо епіплатис Шелюжка[1].
- У 1935 році в Базелі (Швейцарія) заснований Міжнародний союз директорів Зоологічних садів (IUDZG). Він припинив своє існування під час перебігу другої світової війни.

Друга світова війна завдала серйозного збитку акваріумістиці, особливо в регіонах, де проходили бойові дії. Після 1945 року найбільша кількість зоологічних станцій і океанаріумів діяла в США.
- У 1946 році в Роттердамі групою директорів зоопарків з країн-союзників і нейтральних країн IUDZG був відтворений.

## Типи акваріумних систем
Основними типами акваріумних систем є прісноводні акваріуми, акваріуми із солоною водою та акваріуми із солонуватою водою.

### Технічне забезпечення

#### Освітлення
У домашніх акваріумах освітлення використовують для забезпечення фізіологічних потреб рослин, простіших і риб, та для забезпечення естетичності зовнішнього вигляду акваріума. Для цього використовують різноманітні освітлювальні прилади, зокрема, лампи розжарювання, лампи денного світла, світлодіодні та інші, а також їх комбінування. При створенні систем освітлення важливими є потужність та спектр ламп, тривалість періоду освітлення та місце встановлення ламп. Найкраще спостерігати за акваріумом, якщо світло падає зверху і спереду. Бажано, щоб світло падало рівномірно на всю площу дна, якщо акваріум освітлювати однією яскравою лампою, то в багатьох місцях буде тінь, а під лампою листя й каміння швидко обростатимуть шкідливими водоростями.
Лампи розміщують у рефлекторах, що відбивають світло або ховають їх разом з іншими приладами під кришкою з фанери чи пластмаси. Внутрішню поверхню кришки фарбують у білий колір. Кришку і рефлектори від поверхні води відокремлюють склом, яке на кілька міліметрів підіймають над каркасом акваріума. Краплі води з нижнього боку скла освітленню не заважають.

## Океанаріуми
Океанаріум, на відміну від акваріума, вирізняється більшими масштабами та представляє насамперед морських істот відкритого моря, а не узбережжя.

## Галерея

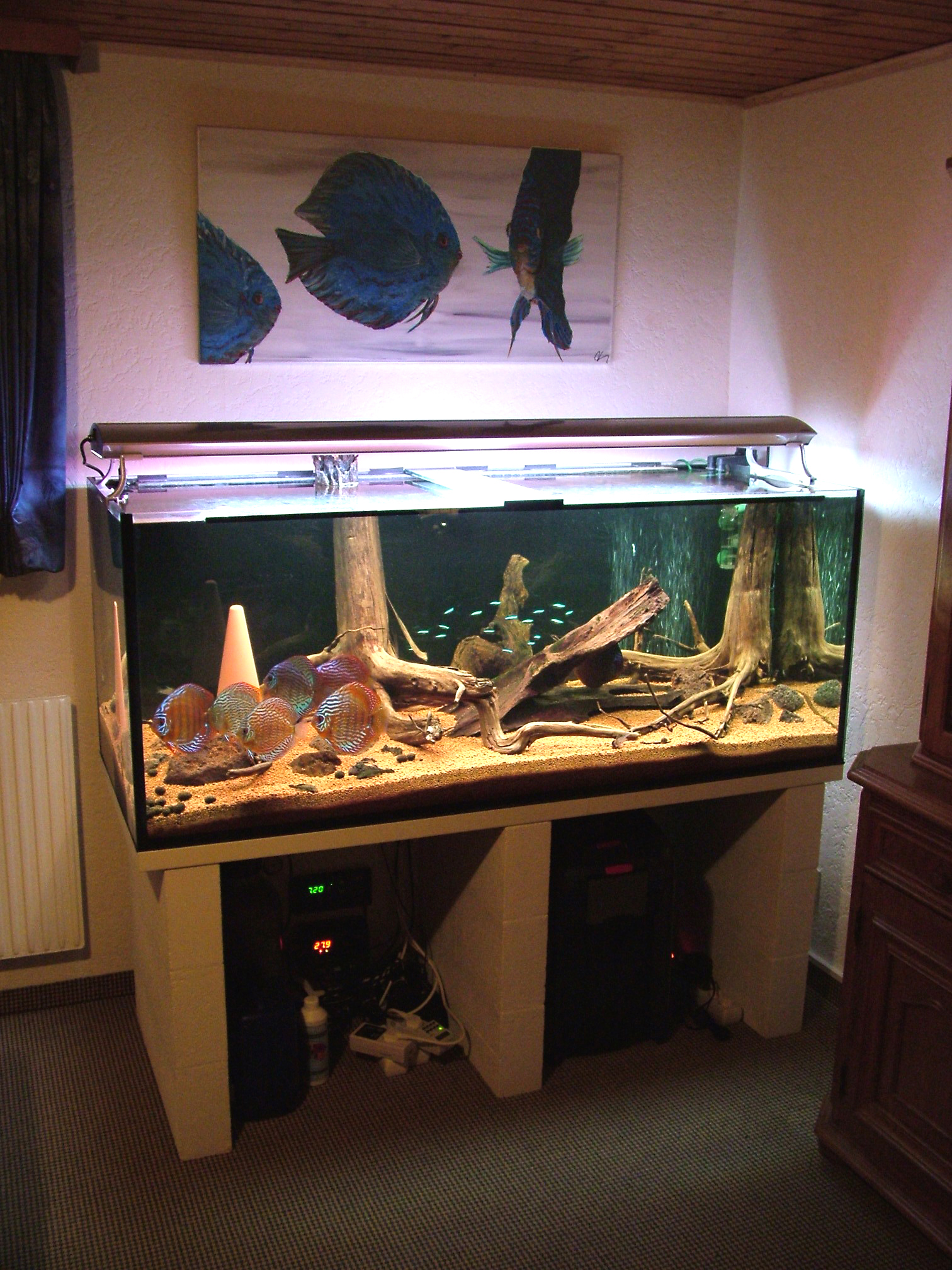
Акваріум з включеним штучним освітленням
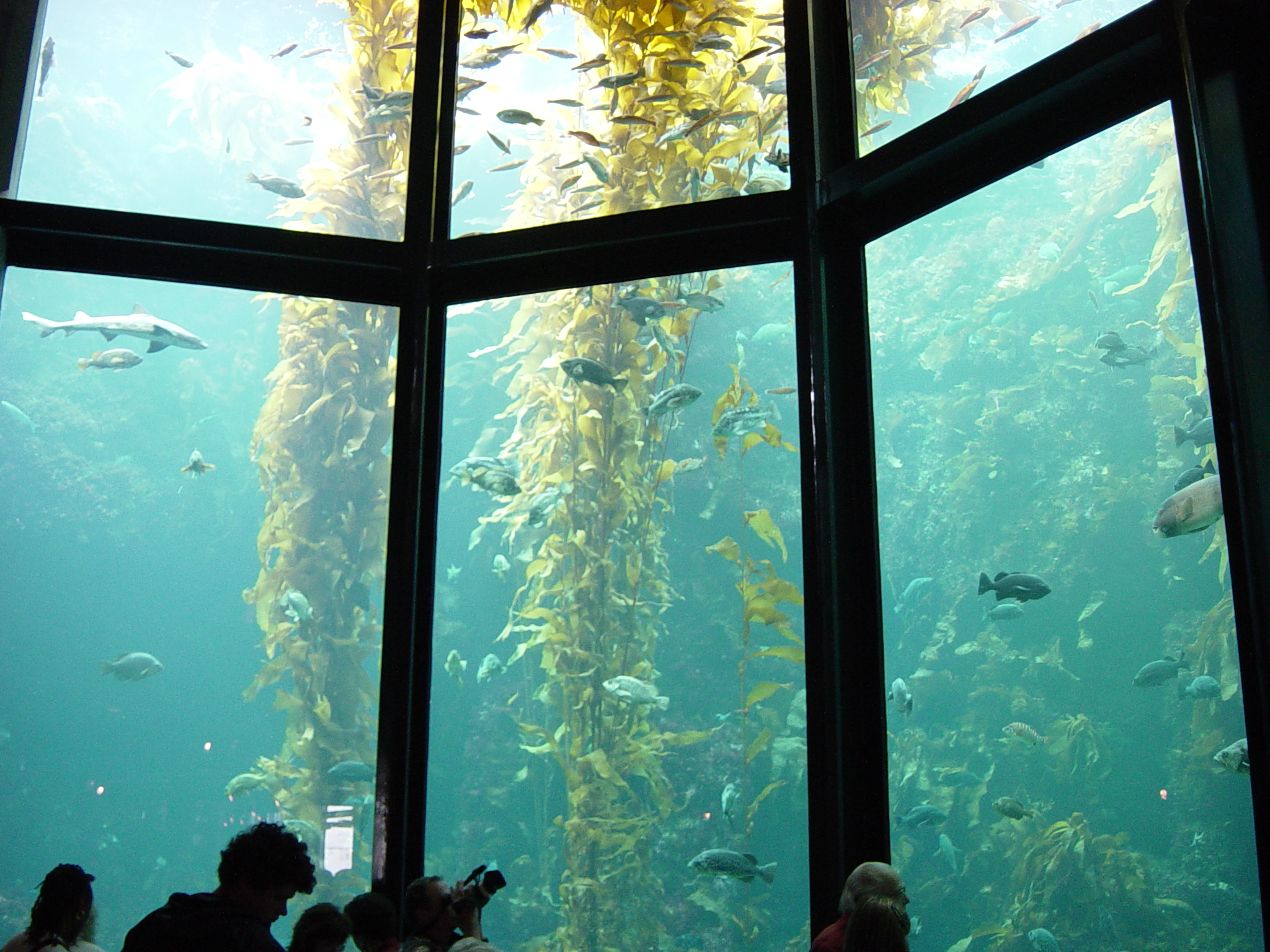
Акваріум на 1,3 мільйона літрів в «Monterey Bay Aquarium», Каліфорнія (США)
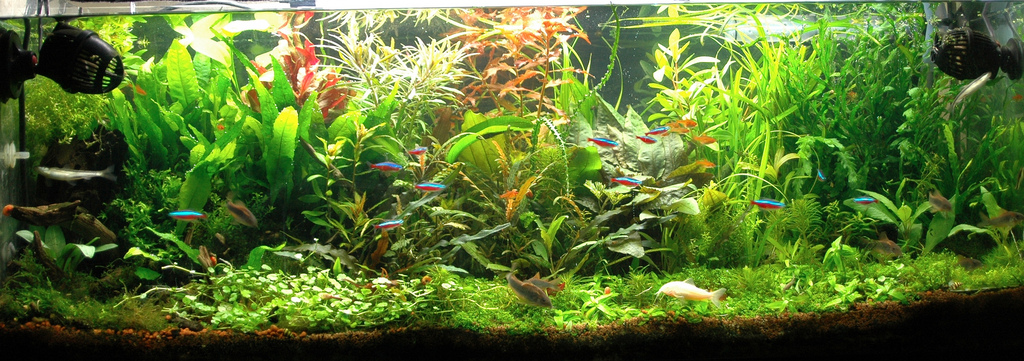
Організація акваріумного ландшафту «Джунглі стиль»
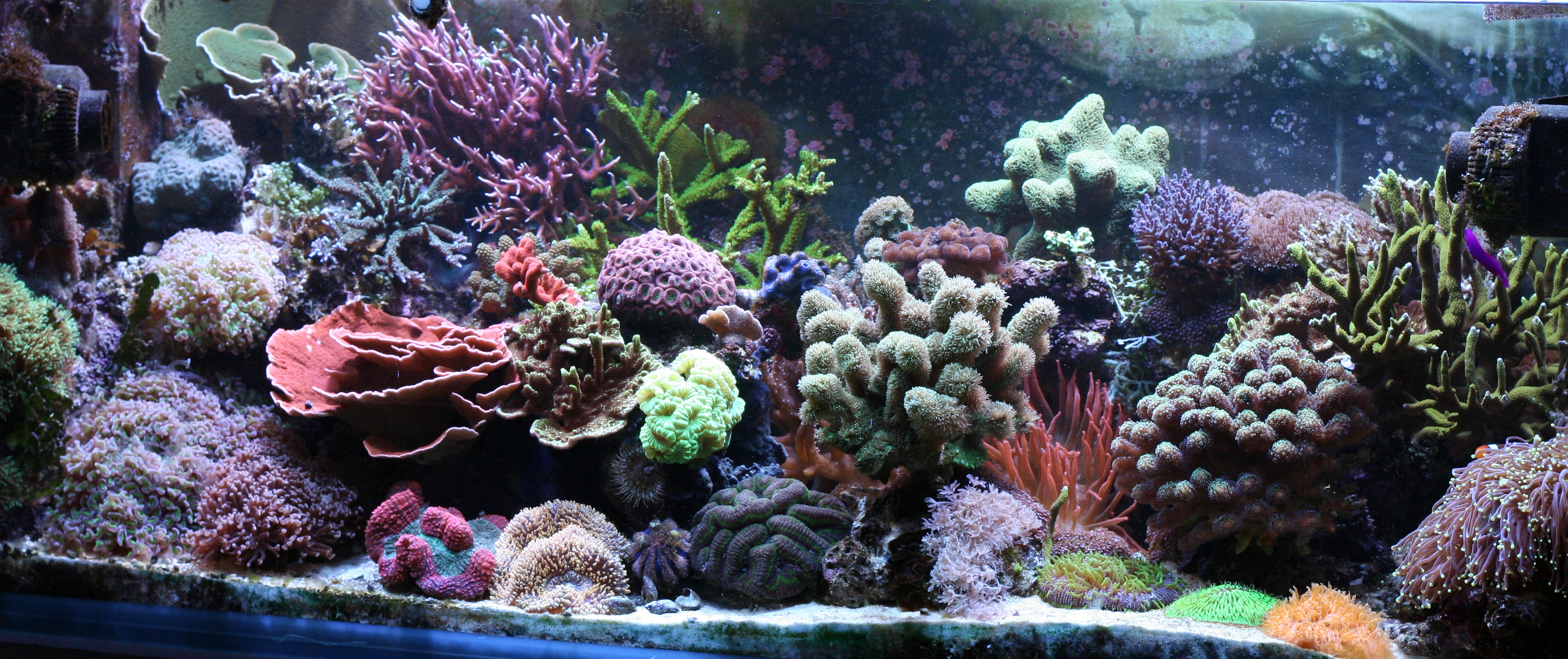
Організація акваріумного ландшафту «Риф»
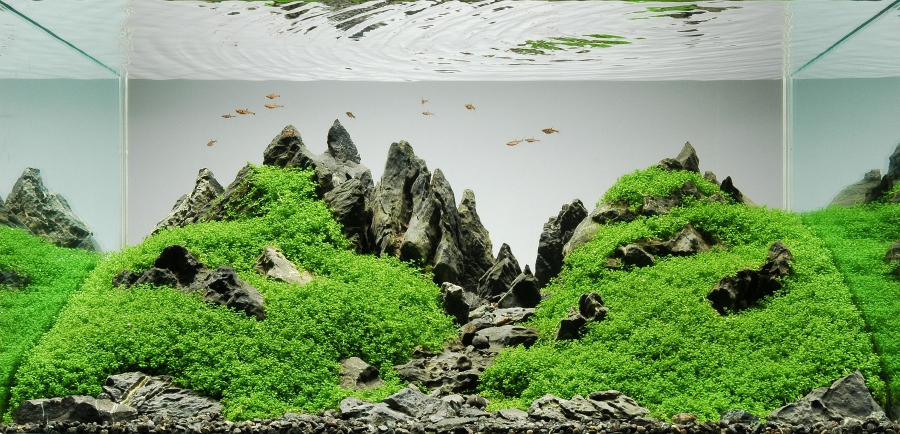
Організація акваріумного ландшафту «Nature»